# 1918-as magyar úszóbajnokság
Az 1918-as magyar úszóbajnokság versenyszámait augusztus 11-én a Császár uszodában rendezték meg.

## Eredmények

### Férfiak
| Versenyszám                        | Arany                                                             | Arany                                                             | Ezüst                                                             | Ezüst                                                             | Bronz                                                             | Bronz                                                             |
| ---------------------------------- | ----------------------------------------------------------------- | ----------------------------------------------------------------- | ----------------------------------------------------------------- | ----------------------------------------------------------------- | ----------------------------------------------------------------- | ----------------------------------------------------------------- |
| 100 m gyorsúszás augusztus 11.     | Eperjessy Béla MAC                                                | 1:07,4                                                            | Lajta Márkus NSC                                                  |                                                                   |                                                                   |                                                                   |
| 800 m gyorsúszás augusztus 11.     | Eperjessy Béla MAC                                                | 12:07,6                                                           | Halász Jenő MAC                                                   |                                                                   | Wrabel József III. kerületi TVE                                   |                                                                   |
| 200 m mellúszás augusztus 11.      | Wenk János Ferencvárosi TC                                        | 3:10,8                                                            | Agulár László III. kerületi TVE                                   |                                                                   | Palágyi Lajos NSC                                                 |                                                                   |
| 100 m hátúszás augusztus 11.       | Erdélyi Béla MAFC                                                 | 1:28,4                                                            | Schick László NSC                                                 |                                                                   | Mártonffy József NSC                                              |                                                                   |
| 4 × 100 m gyorsváltó augusztus 11. | A győztes a szintidőt nem teljesítette, így nem avattak bajnokot! | A győztes a szintidőt nem teljesítette, így nem avattak bajnokot! | A győztes a szintidőt nem teljesítette, így nem avattak bajnokot! | A győztes a szintidőt nem teljesítette, így nem avattak bajnokot! | A győztes a szintidőt nem teljesítette, így nem avattak bajnokot! | A győztes a szintidőt nem teljesítette, így nem avattak bajnokot! |